# Tokara
Souostroví Tokara (japonsky 吐噶喇列島 [Tokara-rettó]) je skupina ostrovů na hranici mezi Východočínským mořem a Filipínským mořem, která je v rámci prefektury Kagošima součástí Japonska.

## Geografie
Souostroví leží v severní části souostroví Rjúkjú, táhne se v délce asi 150 km od severu k jihu. Od Kjúšú je vzdáleno zhruba 200 km. Ostrovy jsou vulkanického původu a nacházejí se zde činné sopky, z nichž Mitake na Suwanosedžimě patří k nejaktivnějším japonským sopkám. Nejvyšším vrcholem je Otake (979 m n. m.) na Naganošimě. Korálového původu je pouze ostrov Kodžima.
Japonská geografie řadí ostrovy Tokara spolu se souostrovími Ósumi a Amami do souostroví Sacunan.
Flóra je na ostrovech subtropická. Vzácná je endemická lilie, známá pod obchodním jménem Casablanca, jejíž přirozená stanoviště byla zničena a která byla později do volné přírody reintrodukována. Z fauny je pozoruhodné plemeno skotu Kučinošima, které zde bylo vysazeno počátkem 20. století a znovu zdivočelo; je to jedno ze dvou dochovaných původních japonských plemen, které nebyly geneticky ovlivněny evropským skotem. Žijí zde endemické druhy koz a koňů. Část ostrovů je chráněným územím.
Klima na ostrovech je oceánické, subtropické. Období dešťů přichází v červnu. Léto je následováno obdobím tajfunů.

## Obyvatelstvo

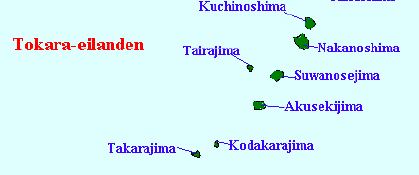
Mapa souostroví Tokara

Obyvatelé žijí na ostrovech v komunitách o velikosti zhruba stovky obyvatel. Nejvíce (167) jich žije na Nakanošimě.
Souostroví Tokara je součástí prefektury Kagošima, v jejímž rámci spadá do okresu Kagošima se sídlem na ostrově Kjúšú. Administrativně jde o jedinou vesnici Tošima s 683 obyvateli (2012), pod kterou spadají všechny ostrovy. Přehled ostrovů dává následující tabulka:
| Ostrov        | japonsky   | Plocha, [km²] | Nejvyšší bod [m n. m.] | Počet obyvatel (2004) | Pohled                            | Zeměpisné souřadnice              |
| ------------- | ---------- | ------------- | ---------------------- | --------------------- | --------------------------------- | --------------------------------- |
| Kučinošima    | 口之島     | 13,33         | 629                    | 140                   |                                   | 29°58′15″ s. š., 129°55′20″ v. d. |
| Nakanošima    | 中之島     | 34,47         | 979                    | 167                   |                                   | 29°50′30″ s. š., 129°52′30″ v. d. |
| Gadžadžima    | 臥蛇島     | 4,07          | 497                    | neobydleno            |                                   | 29°54′11″ s. š., 129°32′30″ v. d. |
| Kogadžadžima  | 小臥蛇島   | 0,50          | 301                    | neobydleno            | 29°52′48″ s. š., 129°37′15″ v. d. |                                   |
| Tairadžima    | 平島       | 2,08          | 243                    | 79                    |                                   | 29°41′15″ s. š., 129°31′57″ v. d. |
| Suwanosedžima | 諏訪之瀬島 | 27,66         | 796                    | 48                    |                                   | 29°38′19″ s. š., 129°42′50″ v. d. |
| Akusekidžima  | 悪石島     | 7,49          | 584                    | 72                    |                                   | 29°27′36″ s. š., 129°36′6″ v. d.  |
| Kodžima       | 小島       | 0,36          | 56                     | neobydleno            |                                   | 29°13′40″ s. š., 129°20′45″ v. d. |
| Kodakaradžima | 小宝島     | 1,00          | 103                    | 43                    |                                   | 29°13′26″ s. š., 129°19′34″ v. d. |
| Takaradžima   | 宝島       | 7,14          | 292                    | 114                   |                                   | 29°8′40″ s. š., 129°12′29″ v. d.  |
| Kaminonedžima | 上ノ根島   | 0,54          | 280                    | neobydleno            |                                   | 28°49′56″ s. š., 129°0′3″ v. d.   |
| Jokoatedžima  | 横当島     | 2,76          | 495                    | neobydleno            |                                   | 28°47′57″ s. š., 128°59′20″ v. d. |

## Hospodářství
Hlavním zdrojem obživy na ostrovech bývalo zemědělství a rybolov. V současnosti se pěstuje především rýže a prosperuje dobytkářství. Určitý význam má domácí turistika, která je znesnadněna neexistencí pravidelného leteckého spojení. Je navázána na zdejší přírodu, především teplé vulkanické prameny.
Ostrovy jsou propojeny s ostrovem Kjúšú trajektem.

## Historie
Nejstarší doložené osídlení je na Takaradžimě, a to z období Džómon. První zmínky o ostrovech jsou v kronice Nihon Šoki z r. 720. Později se staly součástí nezávislého království Rjúkjú. Hraniční poloha ostrovů vedla k tomu, že se zde střetávaly zájmy Japonského císařství, což kulminovalo počátkem 17. století. V r. 1609 došlo ke konfliktu s klanem Satsuma, který ovládal jih Japonska. Ostrovy byly začleněny do jeho panství kolem r. 1624. Následně byly ostrovy dosídleny. Počátkem 19. století byly ostrovy zasaženy intenzivní vulkanickou činností. Silné erupce sopky Mitake v letech 1813 až 1814 zpustošily Suwanosedžimu natolik, že zůstala neosídlená až do konce století. V roce 1879 byly ostrovy v rámci reforem Meidži plně integrovány do Japonska.
Po porážce Japonska ve druhé světové válce podléhalo souostroví americké správě. Podle čl. 3 sanfranciské smlouvy patřily ostrovy k územím, která měla být se souhlasem OSN převedena do správy USA. Pro odpor Sovětského svazu OSN takový souhlas nevydalo. Ostrovy byly navráceny Japonsku 25. prosince 1953 jako první z těchto území.